# Mutisioideae
Die Mutisioideae sind eine Unterfamilie der Pflanzenfamilie der Korbblütler (Asteraceae). Die Verbreitung ist hauptsächlich neuweltlich; einige Arten kommen auch in Afrika, Asien und Australien vor.
Am bekanntesten sind die Sorten der Gerbera, die heute weltweit zu den beliebtesten Schnittblumen gehören; neuerdings werden einige Sorten auch als Zimmerpflanzen angeboten.

## Beschreibung
Es sind einjährige bis ausdauernde, krautige Pflanzen oder verholzende Pflanzen: Halbsträucher bis Sträucher. Die meist wechselständig und spiralig, in grundständigen Rosetten oder am Stängel verteilt, selten gegenständig angeordneten Laubblätter sind meist einfach. Der Blattrand ist glatt, gezähnt bis gesägt, manchmal stachelig.
Nur manchmal sind Arten zweihäusig getrenntgeschlechtig (diözisch), meist sind sie einhäusig mit zwittrigen oder funktional eingeschlechtigen Blüten. Die kleinen bis großen körbchenförmigen Blütenstände stehen meist einzeln oder selten zu vielen (hunderten) in großen Gesamtblütenständen zusammen. Es sind, selten nur eine, meist wenige bis viele Reihen von Hüllblättern vorhanden. Spreublätter fehlen.
Die Strahlenblüten sind weiblich, mit zweilippiger Krone; selten fehlen sie. Bei der Unterfamilie der Mutisioideae besteht die Blütenkrone der Strahlenblüten aus zwei Kronlippen; dies ist auch bei der Unterfamilie der Barnadesioideae so, aber nur bei den Mutisioideae besteht die eine Kronlippe aus drei und die andere aus zwei Kronblättern. Die Scheibenblüten sind zwittrig oder funktional männlich, mit fünflappiger Krone; sie sind radiärsymmetrisch bis zygomorph, manchmal ist ein Kronlappen vergrößert. Die zwei Narbenäste sind kurz. Es sind fünf Staubblätter vorhanden.

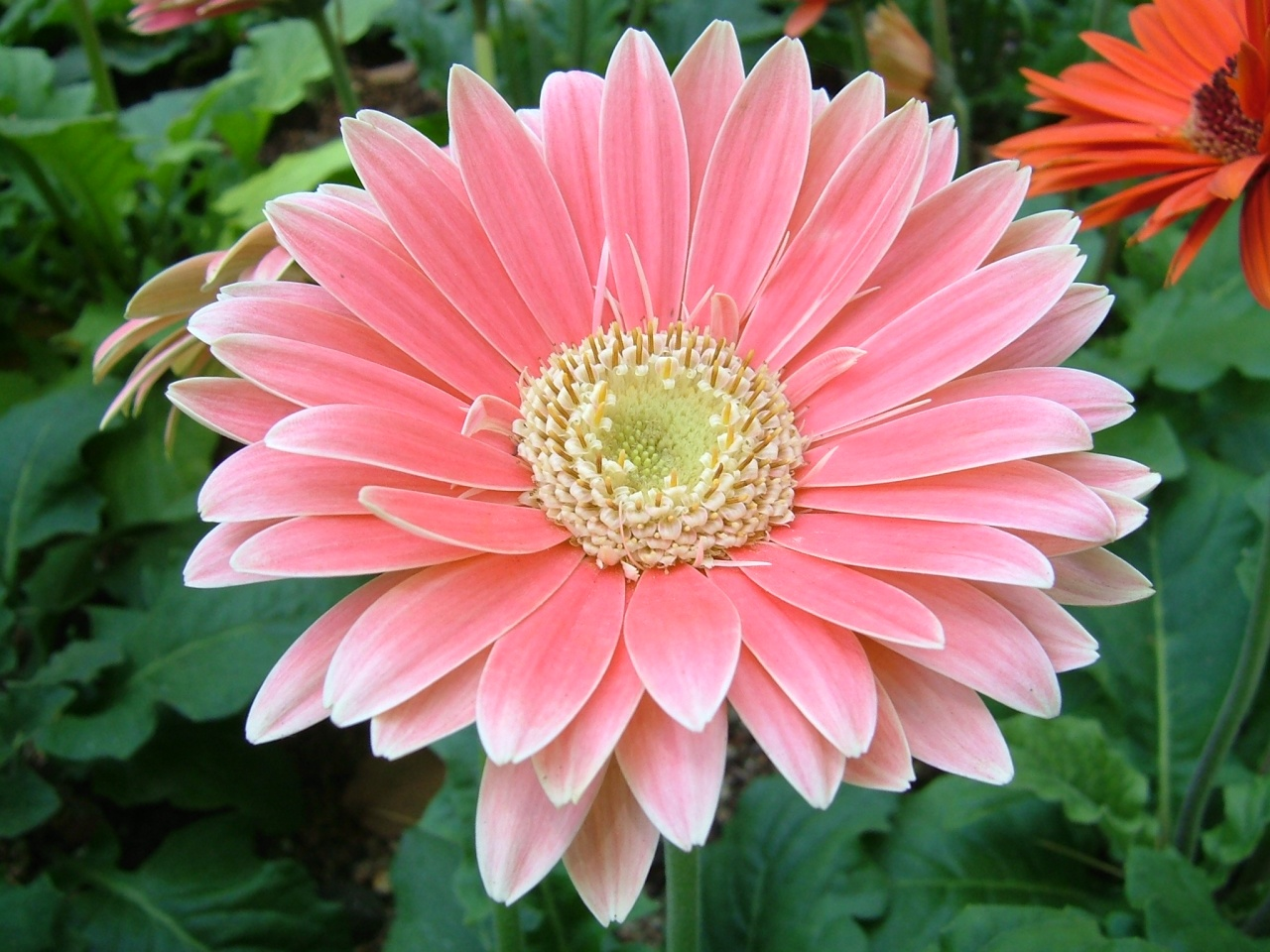
Tribus Mutisieae: Rosafarbene Gerbera-Hybride

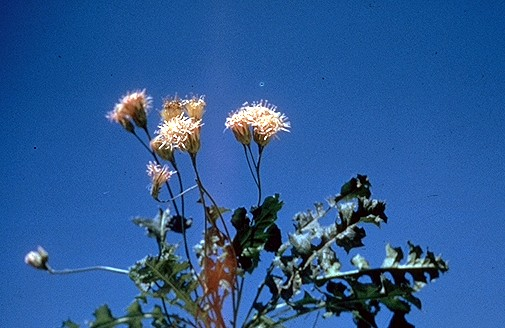
Tribus Nassauvieae: Acourtia runcinata

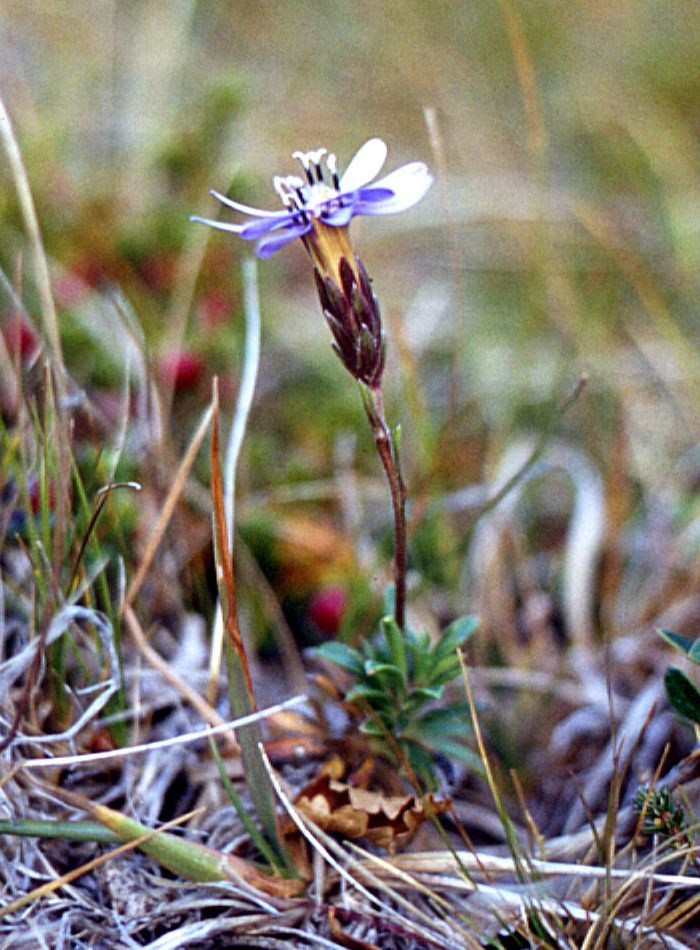
Tribus Nassauvieae: Perezia recurvata

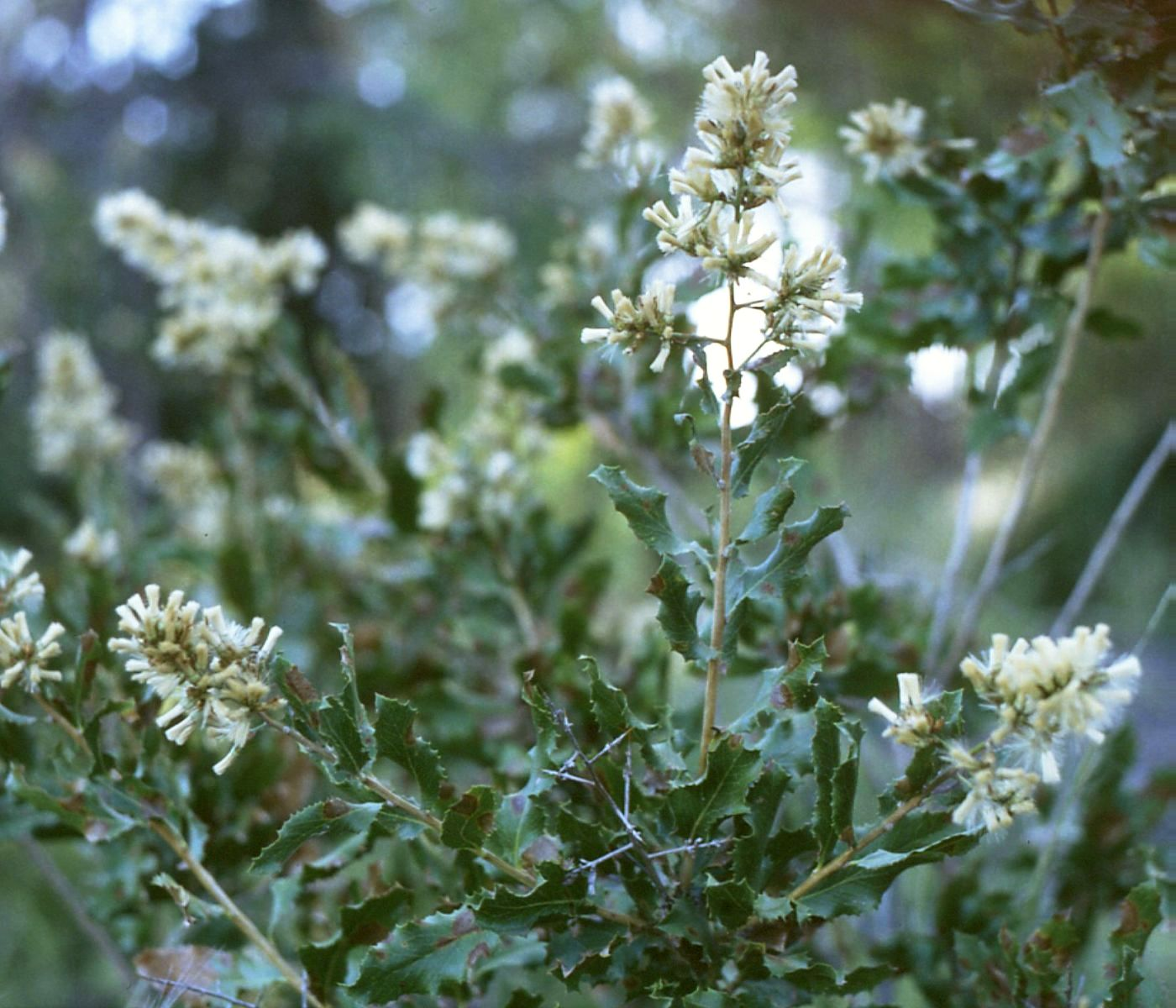
Tribus Nassauvieae: Proustia cuneifolia var. mendocina

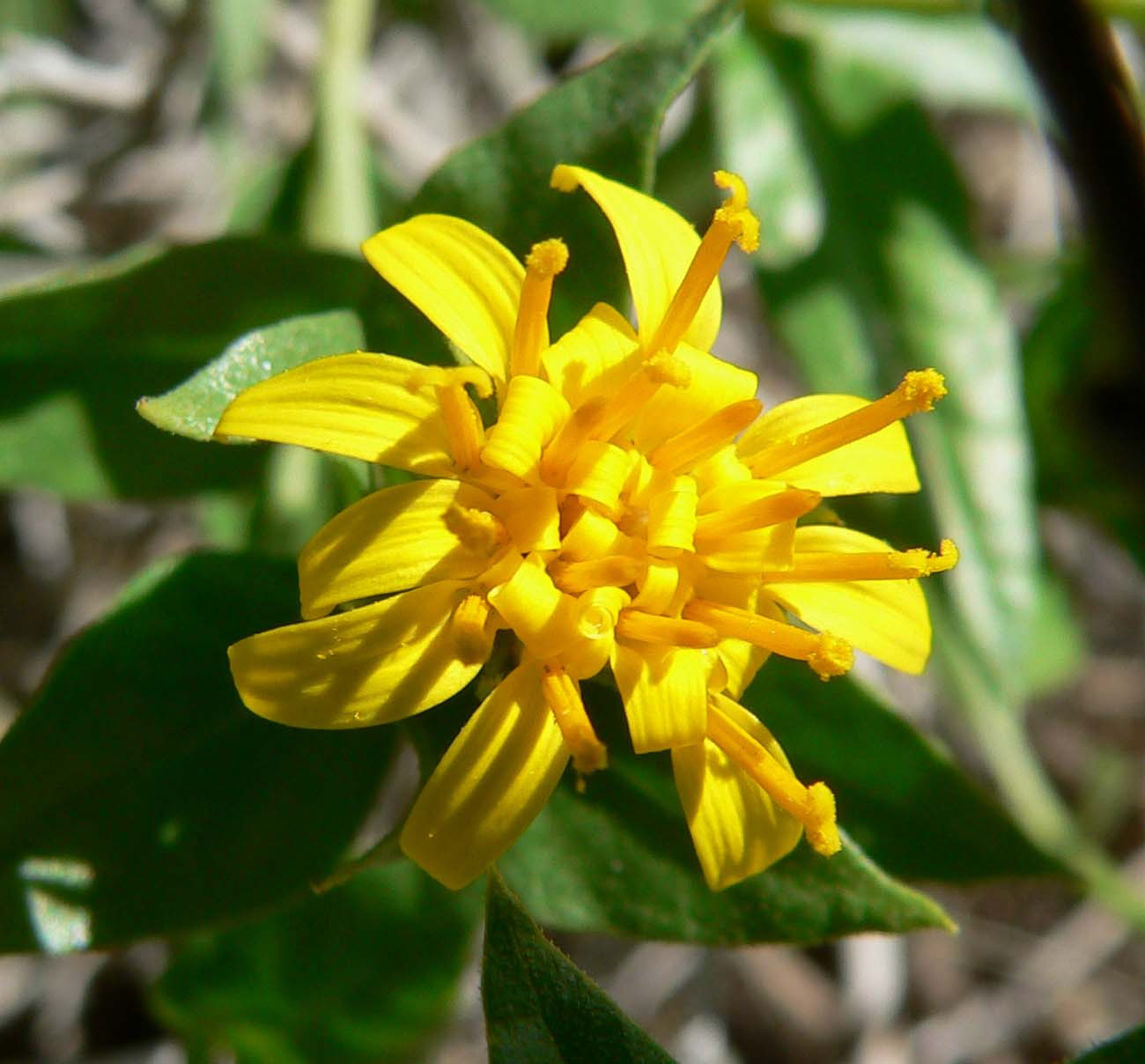
Tribus Nassauvieae: Körbchenförmiger Blütenstand von Trixis californica. Die zygomorphen, gelben Blüten besitzen Griffel mit zwei kurzen Narbenästen.

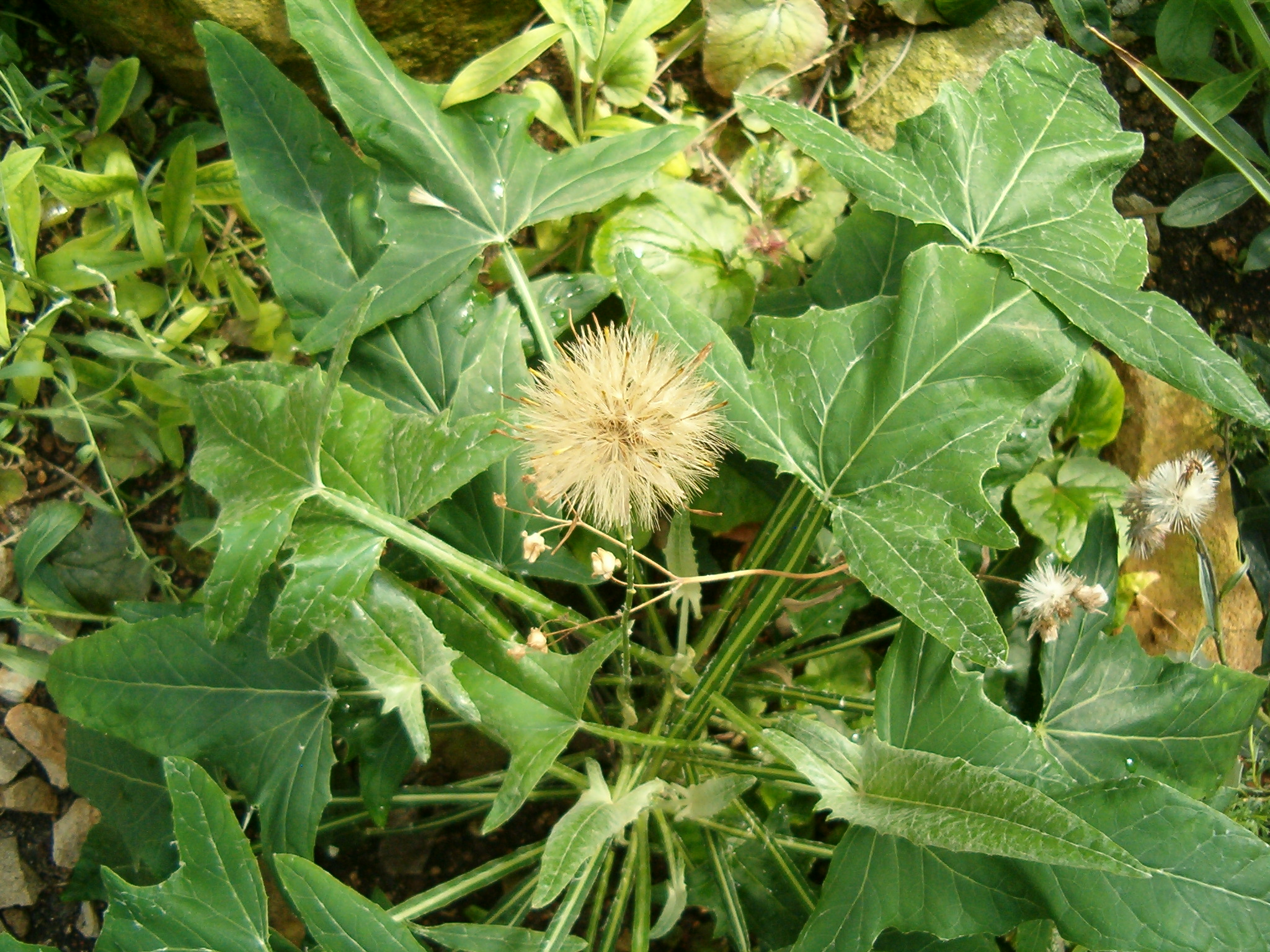
Tribus Onoserideae: Habitus, Laubblätter und Fruchtstand von Onoseris alata

Die Achänen besitzen einen Pappus.

## Systematik
Synonyme für Mutisioideae (Cass.) Lindl. sind: Mutisiaceae Burnett, Nassauviaceae Burmeister, Perdiciaceae Link. Die Unterfamilie der Mutisioideae war früher viel umfangreicher und enthielt auch die Gattungen der neuen Unterfamilien: Barnadesioideae, Gochnatioideae, Hecastocleidoideae, Pertyoideae, Gymnarrhenoideae, Stifftioideae und Wunderlichioideae.
Die Unterfamilie der Mutisioideae gliedert sich heute in nur noch drei Tribus mit etwa 44 Gattungen und etwa 630 Arten:
- Tribus Mutisieae Cass.: Hier gibt es neben den Taxa in der Neuen Welt auch Arten, die in Asien, Afrika und Australien beheimatet sind. Früher hatte diese Tribus einen etwas größeren Umfang. Heute gehören einige früher hier eingeordnete Gattungen in eigene neue Unterfamilien: Gochnatioideae, Hecastocleioideae, Pertyoideae und Gymnarrhenoideae.[1] Sie enthält heute zehn bis zwölf Gattungen:[2]
  - Adenocaulon Hook.: Die etwa fünf Arten sind in der Neuen Welt und im östlichen Asien verbreitet.
  - Brachyclados Gillies ex D.Don: Die nur drei Arten sind in Südamerika verbreitet.
  - Chaetanthera Ruiz & Pav.: Sie ist in sieben Untergattungen mit insgesamt 43 Arten gegliedert. Die Heimat ist Südamerika.
  - Chaptalia Vent.: Die etwa 60 Arten sind in Südamerika verbreitet.
  - Eriachaenium Sch.Bip.: Sie enthält nur eine Art:
    - Eriachaenium magellanicum Sch.Bip.: Sie ist im südlichen Südamerika verbreitet.[3]

  - Gerbera L. (inklusive Piloselloides Lessing): Die etwa 35 Arten sind hauptsächlich in Asien und Afrika (inklusive Madagaskar) beheimatet, nur eine Art kommt in Südamerika vor.
  - Leibnitzia Cass.: Die etwa sechs Arten sind hauptsächlich in weiten Teilen Asiens beheimatet, außerdem in Mexiko und in den USA.
  - Lulia Zardini: Sie enthält nur eine Art:
    - Lulia nervosa (Less.) Zardini: Sie ist in Brasilien verbreitet.[3]

  - Mutisia Less.: Sie enthält sechs Sektionen mit etwa 50 Arten; die in Südamerika vorkommen.
  - Pachylaena D.Don ex Hook. & Arn.: Die nur zwei Arten gedeihen in den Anden von Argentinien und Chile.[3]
  - Trichocline Cass.: Sie enthält zwei Sektionen mit etwa 22 Arten. Die Heimat ist Südamerika (bei manchen Autoren ist die im westlichen Australien beheimatete Amblysperma spathulata (A.Cunn. ex DC.) D.J.N.Hind hier enthalten).
  - Uechtritzia Freyn: Die etwa drei Arten sind in Asien (von China bis Kleinasien: Türkei und Iran) verbreitet.

- Tribus Nassauvieae: Sie enthält etwa 26 Gattungen:
  - Acourtia D.Don: Die etwa 65 Arten sind von den südlichen USA bis Zentralamerika und auf Karibischen Inseln verbreitet.[3]
  - Ameghinoa Speg.: Sie enthält nur eine Art:
    - Ameghinoa patagonica Speg.: Sie kommt nur in Patagonien vor.[3]

  - Berylsimpsonia B.L.Turner: Die nur zwei Arten kommen nur auf den Großen Antillen vor.[3]
  - Burkartia Crisci: Sie enthält nur eine Art:
    - Burkartia lanigera (Hook. & Arn.) Crisci: Sie kommt nur in Patagonien vor.[3]

  - Calopappus Meyen: Sie enthält nur eine Art:
    - Calopappus acerosus Meyen: Sie gedeiht in den Anden Chiles.[3]

  - Calorezia Panero: Die nur zwei Arten kommen in Chile vor.[3]
  - Cephalopappus Nees & Mart.: Sie enthält nur eine Art:
    - Cephalopappus sonchifolius Nees & Mart.: Sie kommt im nordöstlichen Brasilien vor.[3]

  - Criscia L.Katinas: Sie enthält nur eine Art:
    - Criscia stricta (Spreng.) L.Katinas: Sie ist in Brasilien verbreitet.[3]

  - Dolichlasium Lag.: Sie enthält nur eine Art:
    - Dolichlasium lagascae Gillies ex D.Don: Sie gedeiht in den Anden Argentiniens.[3]

  - Holocheilus Cass.: Die etwa sechs Arten sind in Brasilien, Paraguay, Uruguay und Argentinien verbreitet.[3]
  - Jungia L. f.: Die etwa 26 Arten sind von Mexiko bis zu den Anden weitverbreitet.[3]
  - Leucheria Lag.: Die etwa 46 Arten sind in den Anden in Chile, in Patagonien und auf den Falklandinseln weitverbreitet.[3]
  - Leunisia Phil.: Sie enthält nur eine Art:
    - Leunisia laeta Phil.: Sie kommt im zentralen Chile vor.[3]

  - Lophopappus Rusby: Die etwa sechs Arten gedeihen in den Anden.[3]
  - Macrachaenium Hook. f.: Sie enthält nur eine Art:
    - Macrachaenium gracile Hook. f.: Sie gedeiht in den Anden Südamerikas in Wäldern mit Nothofagus-Arten.[3]

  - Marticorenia Crisci: Sie enthält nur eine Art:
    - Marticorenia foliosa (Phil.) Crisci: Sie kommt in Chile vor.[3]

  - Moscharia Ruiz & Pav.: Die nur zwei Arten kommen in Chile vor.[3]
  - Nassauvia Comm. ex Juss.: Die etwa 51 Arten sind von den südlichen Anden bis Patagonien verbreitet.[3]
  - Oxyphyllum Phil.: Sie enthält nur eine Art:
    - Oxyphyllum ulicinum Phil.: Es ist ein Endemit der Atacamawüste.[4]

  - Panphalea Lag.: Die etwa sechs Arten sind in Südamerika weitverbreitet.[3]
  - Perezia Lag.: Die etwa 32 Arten sind in den Anden von Kolumbien bis zum südlichen Patagonien und in Südbrasilien, Uruguay, Paraguay und im nordöstlichen Argentinien weitverbreitet.[3]
  - Pleocarphus D.Don: Sie enthält nur eine Art:
    - Pleocarphus revolutus D.Don: Sie gedeiht in Höhenlagen bis zu 3000 Metern in den chilenischen Regionen Coquimbo und Atacama.

  - Polyachyrus Lag. (Syn.: Diaphoranthus Meyen, Bridgesia Hook., Cephaloseris Poepp. ex Rchb.): Die etwa sechs Arten sind in Südamerika verbreitet.
  - Proustia Lag.: Die nur zwei Arten sind heute in weiten Teilen der Neotropis verbreitet, hatten früher aber ein etwas kleineres Verbreitungsgebiet in der südlichen Hälfte Südamerikas.
  - Triptilion Ruiz & Pav.: Die etwa sieben Arten sind in Südamerika verbreitet.
  - Trixis P.Browne (Syn.: Prionanthes Schrank, Bowmania Gardner, Cleanthes D.Don, Bowmannia Gardner, Tenorea Colla, Castra Vell.): Die etwa 34 bis 50 Arten sind in der Neotropis weitverbreitet.

- Tribus Onoserideae (Bentham) Panero & V.A.Funk: Sie enthält etwa sechs Gattungen:
  - Aphyllocladus Wedd. (Syn.: Jobaphes Phil.): Die etwa fünf Arten sind in Südamerika verbreitet.
  - Gypothamnium Phil.: Sie enthält nur eine Art:
    - Gypothamnium pinifolium Phil.: Es ist ein Endemit der Atacamawüste.[4]

  - Lycoseris Cass. (Syn.: Diazeuxis D.Don, Langsdorfia Willd. ex Less.): Die etwa neun Arten kommen in der Neotropis vor.
  - Onoseris Willd. (Syn.: Cladoseris (Less.) Spach, Chaetachlaena D.Don, Seris Willd., Pereziopsis Coult., Cursonia Nutt., Onoseris sect. Cladoseris Less., Hipposeris Cass., Hilairia DC., Schaetzellia Klotzsch, Rhodoseris Turcz., Isotypus Kunth, Cataleuca K.Koch & Fintelm., Centroclinium D.Don, Pereziopsis J.M.Coult., Caloseris Benth.): Die etwa 18 Arten sind heute in weiten Teilen der Neotropis verbreitet, hatten früher aber ein etwas kleineres Verbreitungsgebiet in der südlichen Hälfte Südamerikas.
  - Plazia Ruiz & Pav.: Die etwa drei Arten sind in den südlichen Anden und in Argentinien verbreitet.[3]
  - Urmenetea Phil.: Sie enthält nur eine Art:
    - Urmenetea atacamensis Phil.: Sie kommt nur im nördlichen Chile und im nordwestlichen Argentinien vor.[3]